# Robert Gates
Robert Michael Gates (Wichita (Kansas), 25 de setembre de 1943) és un funcionari i polític retirat nord-americà que va ser Secretari de Defensa del 2006 al 2011, amb el Partit Republicà. Abans, havia treballat durant 26 anys a la CIA.